# Strømsgodset Idrettsforening 1990
Questa voce raccoglie le informazioni riguardanti lo Strømsgodset Idrettsforening nelle competizioni ufficiali della stagione 1990.

## Stagione
A seguito del 1º posto nel proprio girone nella 2. divisjon 1989 ed alla conseguente promozione, lo Strømsgodset è stato chiamato ad affrontare il campionato di 1. divisjon, oltre al Norgesmesterskapet. La guida tecnica era affidata al duo Einar Sigmundstad e Harald Ramsfjell, come nell'annata precedente.
La squadra ha chiuso la stagione al 9º posto finale, centrando la salvezza. L'avventura nella coppa nazionale è terminata invece al terzo turno, con l'eliminazione arrivata per mano del Sogndal.

## Rosa
| N. |                     | Ruolo | Calciatore            |
| -- | ------------------- | ----- | --------------------- |
|    | Norvegia (bandiera) | P     | Ronny Hvambsal        |
|    | Ungheria (bandiera) | P     | Gábor Való            |
|    | Svezia (bandiera)   | D     | Ulf Camitz (capitano) |
|    | Norvegia (bandiera) | D     | Arne Erlandsen        |
|    | Norvegia (bandiera) | D     | Olav Gjesteby         |
|    | Norvegia (bandiera) | D     | Arne Gustavsen        |
|    | Norvegia (bandiera) | D     | Frode Johannessen     |
|    | Norvegia (bandiera) | D     | Ole Viggo Walseth     |
|    | Norvegia (bandiera) | D     | Jan Wendelborg        |
|    | Norvegia (bandiera) | D     | Bård Wiggen           |
|    | Norvegia (bandiera) | C     | Geir Andersen         |

| N. |                     | Ruolo | Calciatore        |
| -- | ------------------- | ----- | ----------------- |
|    | Norvegia (bandiera) | C     | Vegard Hansen     |
|    | Germania (bandiera) | C     | Stefan Jambo      |
|    | Norvegia (bandiera) | C     | Roger Knutsen     |
|    | Norvegia (bandiera) | C     | Juro Kuvicek      |
|    | Norvegia (bandiera) | C     | Trond Nordeide    |
|    | Norvegia (bandiera) | A     | Geir Bakke        |
|    | Norvegia (bandiera) | A     | Geir Heggdal      |
|    | Norvegia (bandiera) | A     | Odd Johnsen       |
|    | Norvegia (bandiera) | A     | Glenn Knutsen     |
|    | Norvegia (bandiera) | A     | Halvor Storskogen |

## Risultati

### 1. divisjon

#### Girone di andata
| Arbitro: | Aass |

|  |           |            |
|  | Marcatori | 30’ Mjelde |

| Arbitro: | Nervik |

|                             |           |  |
| Espejord 33’ Rismo 40’, 88’ | Marcatori |  |

| Arbitro: | Nordby |

|                |           |  |
| Storskogen 10’ | Marcatori |  |

| Arbitro: | Olsen |

|                                                          |           |                                 |
| Jakobsen 2’, 33’, 69’ Sollied 18’ Strand 44’ Sørloth 66’ | Marcatori | 30’ Johnsen 34’, 42’ Storskogen |

| Arbitro: | Hollung |

|                           |           |                |
| Arnesen 25’ Martinsen 59’ | Marcatori | 72’ G. Knutsen |

| Arbitro: | Nervik |

|                |           |  |
| R. Knutsen 64’ | Marcatori |  |

| Arbitro: | Nordby |

|                        |           |  |
| Leiknes 10’ Barmen 79’ | Marcatori |  |

| Drammen 10 giugno 1990 8ª giornata                                         | Strømsgodset | 2 – 2 referto           | Vålerenga | Bugård. Felt 1 Gress (3.350 spett.) |
| \| \| \| \| \| Walseth 86’, 89’ \| Marcatori \| 44’ Ștefan 69’ Nysæther \| |              |                         |           |                                     |
|                                                                            |              |                         |           |                                     |
| Walseth 86’, 89’                                                           | Marcatori    | 44’ Ștefan 69’ Nysæther |           |                                     |

| Arbitro: | Haugstad |

|  |           |                            |
|  | Marcatori | 6’ Storskogen 23’ Nordeide |

| Fredrikstad 24 giugno 1990 10ª giornata                                                    | Strømsgodset | 1 – 5 referto                             | Start | Fredrikstad Stadion (3.350 spett.) |
| \| \| \| \| \| Storskogen 16’ \| Marcatori \| 27’ Håberg 32’ Klepp 66’, 76’, 79’ Dahlum \| |              |                                           |       |                                    |
|                                                                                            |              |                                           |       |                                    |
| Storskogen 16’                                                                             | Marcatori    | 27’ Håberg 32’ Klepp 66’, 76’, 79’ Dahlum |       |                                    |

| Arbitro: | Svendsen |

|                                       |           |  |
| Jonevret 6’ Nilsen 12’, 85’ Tveit 36’ | Marcatori |  |

#### Girone di ritorno
| Arbitro: | Singsaas |

|                                     |           |                |
| Hadler-Olsen 21’ Nybø 49’, 70’, 77’ | Marcatori | 17’, 56’ Jambo |

| Arbitro: | Pedersen |

|                             |           |                              |
| Storskogen 4’ Erlandsen 76’ | Marcatori | 22’, 27’ McCabe 78’ Espejord |

| Arbitro: | Haugen |

|  |           |                |
|  | Marcatori | 30’ G. Knutsen |

| Arbitro: | Haugstad |

|                             |           |             |
| Storskogen 8’ Erlandsen 40’ | Marcatori | 65’ Sollied |

| Fredrikstad 19 agosto 1990 16ª giornata | Strømsgodset | 0 – 0 referto | Kongsvinger | Fredrikstad Stadion (6.500 spett.)\| Arbitro: \| Kjelbrott \| |
| Arbitro:                                | Kjelbrott    |               |             |                                                               |

| Arbitro: | Larsgård |

|                   |           |                                               |
| Karlsrud 28’, 70’ | Marcatori | 10’ Johnsen 40’ Erlandsen 55’, 58’ Storskogen |

| Arbitro: | Olsen |

|                            |           |  |
| Storskogen 17’ Johnsen 53’ | Marcatori |  |

| Arbitro: | Halle |

|                                        |           |                |
| Nysæther 12’, 34’ Christensen 85’, 91’ | Marcatori | 45’ Storskogen |

| Arbitro: | Hollung |

|             |           |                                     |
| Johnsen 62’ | Marcatori | 35’ Belsvik 79’ Neerland 90’ K. Flo |

| Arbitro: | Rogne |

|            |           |            |
| Dahlum 57’ | Marcatori | 85’ Camitz |

| Arbitro: | Nervik |

|                            |           |                 |
| Storskogen 40’ Johnsen 84’ | Marcatori | 90’ Johannessen |

### Norgesmesterskapet
| Primo turno | Ullern | 0 – 1 referto | Strømsgodset |  |

| Secondo turno | Strømsgodset | 4 – 1 referto | Stokke |  |

| Terzo turno | Sogndal | 4 – 1 (d.t.s.) referto | Strømsgodset |  |

## Statistiche

### Statistiche di squadra
| Competizione       | Punti | In casa | In casa | In casa | In casa | In casa | In casa | In trasferta | In trasferta | In trasferta | In trasferta | In trasferta | In trasferta | Totale | Totale | Totale | Totale | Totale | Totale | DR  |
| Competizione       | Punti | G       | V       | N       | P       | Gf      | Gs      | G            | V            | N            | P            | Gf           | Gs           | G      | V      | N      | P      | Gf     | Gs     | DR  |
| ------------------ | ----- | ------- | ------- | ------- | ------- | ------- | ------- | ------------ | ------------ | ------------ | ------------ | ------------ | ------------ | ------ | ------ | ------ | ------ | ------ | ------ | --- |
| 1. divisjon        | 27    | 11      | 5       | 2       | 4       | 14      | 16      | 11           | 3            | 1            | 7            | 15           | 29           | 22     | 8      | 3      | 11     | 29     | 45     | -16 |
| Norgesmesterskapet | -     | 1       | 1       | 0       | 0       | 4       | 1       | 2            | 1            | 0            | 1            | 2            | 4            | 3      | 2      | 0      | 1      | 6      | 5      | +1  |
| Totale             | -     | 12      | 6       | 2       | 4       | 18      | 17      | 13           | 4            | 1            | 8            | 17           | 33           | 25     | 10     | 3      | 12     | 35     | 50     | -15 |

### Andamento in campionato
| Giornata  | 1  | 2  | 3 | 4  | 5  | 6  | 7  | 8  | 9 | 10 | 11 | 12 | 13 | 14 | 15 | 16 | 17 | 18 | 19 | 20 | 21 | 22 |
| --------- | -- | -- | - | -- | -- | -- | -- | -- | - | -- | -- | -- | -- | -- | -- | -- | -- | -- | -- | -- | -- | -- |
| Luogo     | C  | T  | C | T  | T  | C  | T  | C  | T | C  | T  | T  | C  | T  | C  | C  | T  | C  | T  | C  | T  | C  |
| Risultato | P  | P  | V | P  | P  | V  | P  | N  | V | P  | P  | P  | P  | V  | V  | N  | V  | V  | P  | P  | N  | V  |
| Posizione | 10 | 11 | 9 | 10 | 11 | 10 | 10 | 10 | 9 | 10 | 10 | 10 | 10 | 10 | 10 | 10 | 9  | 8  | 9  | 10 | 10 | 9  |

Fonte:  Eliteserien 1990, su altomfotball.no, Altomfotball. URL consultato il 3 febbraio 2017 (archiviato dall'url originale il 4 febbraio 2017).
Legenda:

Luogo: C = Casa; T = Trasferta. Risultato: V = Vittoria; N = Pareggio; P = Sconfitta.

### Statistiche dei giocatori
| Giocatore      | Eliteserien | Eliteserien | Eliteserien | Eliteserien | Norgesmesterskapet | Norgesmesterskapet | Norgesmesterskapet | Norgesmesterskapet | Coppe europee | Coppe europee | Coppe europee | Coppe europee | Altre coppe | Altre coppe | Altre coppe | Altre coppe | Totale   | Totale | Totale      | Totale     |
| Giocatore      | Presenze    | Reti        | Ammonizioni | Espulsioni  | Presenze           | Reti               | Ammonizioni        | Espulsioni         | Presenze      | Reti          | Ammonizioni   | Espulsioni    | Presenze    | Reti        | Ammonizioni | Espulsioni  | Presenze | Reti   | Ammonizioni | Espulsioni |
| -------------- | ----------- | ----------- | ----------- | ----------- | ------------------ | ------------------ | ------------------ | ------------------ | ------------- | ------------- | ------------- | ------------- | ----------- | ----------- | ----------- | ----------- | -------- | ------ | ----------- | ---------- |
| G. Andersen    | 11          | 0           | 0           | 0           | ?                  | ?                  | ?                  | ?                  |               |               |               |               |             |             |             |             | 11+      | 0+     | 0+          | 0+         |
| G. Bakke       | 1           | 0           | 0           | 0           | ?                  | ?                  | ?                  | ?                  |               |               |               |               |             |             |             |             | 1+       | 0+     | 0+          | 0+         |
| U. Camitz      | 22          | 1           | 2           | 0           | ?                  | ?                  | ?                  | ?                  |               |               |               |               |             |             |             |             | 22+      | 1+     | 2+          | 0+         |
| A. Erlandsen   | 22          | 3           | 1           | 0           | ?                  | ?                  | ?                  | ?                  |               |               |               |               |             |             |             |             | 22+      | 3+     | 1+          | 0+         |
| O. Gjesteby    | 3           | 0           | 1           | 0           | ?                  | ?                  | ?                  | ?                  |               |               |               |               |             |             |             |             | 3+       | 0+     | 1+          | 0+         |
| A. Gustavsen   | 9           | 0           | 0           | 0           | ?                  | ?                  | ?                  | ?                  |               |               |               |               |             |             |             |             | 9+       | 0+     | 0+          | 0+         |
| V. Hansen      | 13          | 0           | 0           | 0           | ?                  | ?                  | ?                  | ?                  |               |               |               |               |             |             |             |             | 13+      | 0+     | 0+          | 0+         |
| G. Heggdal     | 1           | 0           | 0           | 0           | ?                  | ?                  | ?                  | ?                  |               |               |               |               |             |             |             |             | 1+       | 0+     | 0+          | 0+         |
| R. Hvambsal    | 7           | -11         | 0           | 0           | ?                  | -?                 | ?                  | ?                  |               |               |               |               |             |             |             |             | 7+       | -11+   | 0+          | 0+         |
| S. Jambo       | 12          | 2           | 1           | 0           | ?                  | ?                  | ?                  | ?                  |               |               |               |               |             |             |             |             | 12+      | 2+     | 1+          | 0+         |
| F. Johannessen | 14          | 0           | 1           | 0           | ?                  | ?                  | ?                  | ?                  |               |               |               |               |             |             |             |             | 14+      | 0+     | 1+          | 0+         |
| O. Johnsen     | 21          | 5           | 2           | 0           | ?                  | ?                  | ?                  | ?                  |               |               |               |               |             |             |             |             | 21+      | 5+     | 2+          | 0+         |
| G. Knutsen     | 18          | 2           | 0           | 0           | ?                  | ?                  | ?                  | ?                  |               |               |               |               |             |             |             |             | 18+      | 2+     | 0+          | 0+         |
| R. Knutsen     | 1           | 1           | 0           | 0           | ?                  | ?                  | ?                  | ?                  |               |               |               |               |             |             |             |             | 1+       | 1+     | 0+          | 0+         |
| J. Kuvicek     | 8           | 0           | 0           | 0           | ?                  | ?                  | ?                  | ?                  |               |               |               |               |             |             |             |             | 8+       | 0+     | 0+          | 0+         |
| T. Nordeide    | 21          | 1           | 2           | 0           | ?                  | ?                  | ?                  | ?                  |               |               |               |               |             |             |             |             | 21+      | 1+     | 2+          | 0+         |
| H. Storskogen  | 19          | 12          | 2           | 0           | ?                  | ?                  | ?                  | ?                  |               |               |               |               |             |             |             |             | 19+      | 12+    | 2+          | 0+         |
| G. Való        | 15          | -34         | 1           | 0           | ?                  | -?                 | ?                  | ?                  |               |               |               |               |             |             |             |             | 15+      | -34+   | 1+          | 0+         |
| O. Walseth     | 18          | 2           | 1           | 0           | ?                  | ?                  | ?                  | ?                  |               |               |               |               |             |             |             |             | 18+      | 2+     | 1+          | 0+         |
| J. Wendelborg  | 20          | 0           | 1           | 0           | ?                  | ?                  | ?                  | ?                  |               |               |               |               |             |             |             |             | 20+      | 0+     | 1+          | 0+         |
| B. Wiggen      | 21          | 0           | 3           | 0           | ?                  | ?                  | ?                  | ?                  |               |               |               |               |             |             |             |             | 21+      | 0+     | 3+          | 0+         |